# Susanne Beyer
Susanne Beyer (Suhl, República Democrática Alemana, 24 de junio de 1961) fue una atleta alemana, especializada en la prueba de salto de altura en la que llegó a ser medallista de bronce mundial en 1987.

## Carrera deportiva
En el Mundial de Roma 1987 ganó la medalla de bronce en el salto de altura, con un salto de 1.99 metros, quedando en el podio tras la búlgara Stefka Kostadinova que con un salto de 2.09 metros batió el récord del mundo, y la soviética Tamara Bikova que saltó 2.04 metros.